# Бакалавр освіти
Бакала́вр осві́ти (англ. Bachelor of Education, скорочено: B.Ed.; у деяких університетах: Bachelor of Paedagogy або в скороченні: B. Paed.) —  університетський диплом та академічне звання, одержані зі закінченням двохрічних студій на педагогічному факультеті (англ. Faculty of Education) акредитованого північноамериканського університету, що потверджує про закінчення педагогічної освіти на бакалаврському рівні.

## Передумови вступу
Передумови вступу в педфакультет (залежно від вищого навчального закладу) — диплом бакалавра мистецтв (англ. Bachelor of Arts) чи бакалавра наук (англ. Bachelor of Science), або неповна університетська освіта зі спеціалізацією по навчальним предметам, яких майбутній учитель наміряє викладати в школах провінцій Канади або штатів США. Додаткова умова — професійна поведінка майбутнього педагога та уміння відповідно та дружньо відноситись, і до дітей, і до підлітків, початкового та середнього шкільного віку, та здібність умотивовувати їх до навчання по предметам власної спеціалізації.

## Курс і термін навчання
Оскільки професійна підготовка педагогічних кадрів входить в  компетенцію окремих провінцій Канади чи штатів США, сам курс і термін навчання визначається педфакультетами університетів спільно з міністерствами освіти, які встановляють норми та навчальні плани на території даних провінції чи штату у відповідь потребам місцевих громад та замовників програм на місцевому рівні. Як правило, підготовка кадрів — відповідальність навчального закладу; їх сертифікація — відповідальність помісного міністерства освіти у своїй юрисдикції.

## Завершення педосвіти
Педагогічна освіта не обмежується баклавратом із освіти, а продовжується в різних університетах, залежно від спеціальності, на магістерському й докторському рівнях та завершується відповідними званнями.

## Інтернетні ресурси
- Canadian Teaching and Teacher Education University Programs [Архівовано 1 травня 2008 у Wayback Machine.] (англ.)
- Online Teacher Certification and Licensure [Архівовано 12 травня 2008 у Wayback Machine.] (англ.)
- Teacher Education Program Admission Criteria and What Beginning Teachers Need to know to be Successful Teachers [Архівовано 23 лютого 2009 у Wayback Machine.] (англ.)